# Marie Richardson
Marie Richardson (født 6. juni 1959 i Ljusdal, Hälsingland ca. 300 km nord for Stockholm) er en svensk skuespiller. Studentereksamen fra Slottegymnasiet i Ljusdal, Hälsingland. Spillerede allerede teater i grundskolen og gik efter gymnasiet på Skara Skolscen. Skuespilleruddannet ved Teaterhögskolan i Stockholm 1982-1985, hvorefter hun blev fastansat ved Dramaten. Blev i 2008 gift med skuespilleren Jakob Eklund,  med hvem hun har to børn, Klara født 1995 og Leon født 2000.

## Karriere
Richardson har bl.a. samarbejdet med danske instruktører som Kasper Bech Holten (A Clockwork Orange) og Peter Langdal (Kirsebærhaven) på teatret, samt med Ingmar Bergman i adskillige teater- og tv-produktioner.
I Danmark er hun fortrinsvis kendt for tv-roller som kriminalassistent Maja Thysell i Wallander (2002-2007), den mishandlede hustru i Kongemordet (2008, baseret på en roman af Hanne Vibeke Holst) og senest som virksomhedslederen Jenny Carlsson i Vore Venners Liv. Uden for Skandinavien mest kendt for sin rolle i Stanley Kubricks sidste film Eyes Wide Shut (1999).
Seneste projekter er bl.a. filmen Någon annanstans i Sverige, svensk premiere 16. december 2011, Dirty Dancing på Chinateatret i Stockholm 2012 og Tribadernes nat på Stockholms stadsteater i 2012.
I alt ca. 100 roller på film, teater og teatret. Nedenfor er et udvalg af roller. For udførlig liste over roller se Marie Richardson website. 

## Priser
- Kungens medalj, Litteris et Artibus (pendant til Ingenio et arti), februar 2011.[7]
- Sølvbjørn i Berlin, Bedste skuespillerensemble, filmen Hvis jeg vender mig om, 2004.[8]
- Amanda, norsk filmpris, Bedste kvindelige hovedrolle som Elise Mack i Telegrafisten, 1993.[9]

## Film
- 1991 – Rigtige mænd bærer altid slips.[10]
- 1992 – Søndagsbørn
- 1993 – Polis Polis Potatismos
- 1993 – Telegrafisten
- 1999 – Eyes Wide Shut
- 1999 – Null tolerance
- 2000 – Sladder
- 2000 – Troløs
- 2001 – Det blir aldrig som man tænkte sig
- 2001 – Livvagterne
- 2002 – Alle elsker Alice
- 2003 – Den tredje bølge
- 2003 – Hvis jeg vender mig om
- 2003 – Ondskab
- 2005 – Mund mod mund
- 2005 – Næste skridt
- 2006 – Brandvæg
- 2007 – Pyramiden
- 2009 – Johan Falk serie på 6 film
- 2011 – Någon annanstans i Sverige
- 2012 – Johan Falk seneste serie på 6 film
- 2013 – Känn ingen sorg
- 2014 – Stockholm Stories

## TV
- 1987 –  Lysande landning.[11]
- 1987 – Paganini från Saltängen
- 1991 – Den gode vilje
- 1991 – Goltuppen
- 1992 – Markisinnan de Sade
- 1997 – Larmar och gör sig till
- 1997 – Skærgårdsdoktoren
- 1999 – Gertrud
- 2002 – Beck - Det siste vidne
- 2002 – Den 5. kvinde
- 2003 – Manden som lo
- 2006 – Beck - Gribben
- 2008 – Fremmed fugl
- 2008 – Kongemordet
- 2008 – Uskyldigt dømt
- 2009 – De halvt skjulte
- 2009 – Mordene
- 2010 – Kommissær Winter
- 2010 – Vore venners liv
- 2012 – Tør aldrig tårer uden handsker

## Teater
- 1985 – Don Juan på Dramaten. [12]
- 1985 – Kong Lear på Dramaten
- 1986 – Et drømmespil på Dramaten
- 1986 – Medea på Dramaten
- 1987 – Dronningens juvelsmykke på Dramaten
- 1989 – Et dukkehjem på Dramaten
- 1991 – Frøken Julie på Dramaten
- 1992 – Uvejr på Dramaten
- 1994 – Ivanov på Dramaten
- 1997 – Trold kan tæmmes på Dramaten
- 2002 – Nine på Malmö Musikteater
- 2004 – A Clockwork Orange på Dramaten
- 2007 – Rampefeber på Stockholms stadsteater
- 2007 – Vildanden på Stockholms stadsteater
- 2008 – Alt om min mor på Stockholms stadsteater
- 2009 – Den gerrige på Dramaten
- 2010 – Kirsebærhaven på Dramaten og i Moskva
- 2011 – Hamlet på Aarhus Teater
- 2012 – Dirty Dancing på Chinateatern
- 2012 – Tribadernes nat på Stockholms stadsteater
- 2013 – Dæmoner på Stockholms stadsteater
- 2013 – Jeg forsvinder på Dramaten
- 2014 – Candida på Stockholms stadsteater